# Volo Nigeria Airways 825
Il 20 novembre 1969 il volo Nigeria Airways 825, operato da un Vickers VC10, si schiantò in fase di avvicinamento all'Aeroporto Internazionale Murtala Muhammed a Lagos, in Nigeria, uccidendo tutte le 87 persone a bordo.

## Il volo
Il volo Nigeria Airways 825 era partito da Londra con destinazione Lagos, effettuando scali intermedi a Roma e Kano. Mentre era in fase di avvicinamento presso l'aeroporto di Lagos il VC-10, configurato con carrello abbassato ed i flap parzialmente estesi, colpì gli alberi a 13 chilometri (circa 7 miglia) di distanza  dalla pista 19. L'aereo si schiantò al suolo in un'area di fitta foresta ed esplose.
Tutti i 76 passeggeri e gli 11 membri dell'equipaggio a bordo persero la vita. Il volo 825 fu il primo ed il peggior incidente in assoluto che coinvolse il Vickers VC-10.

## La causa
Subito dopo l'incidente vennero trovate tre armi automatiche tra i rottami. Per contrastare una voce secondo cui a provocare l'incidente sarebbe stata una rissa tra un prigioniero e due guardie venne consultato un esperto di balistica, il quale determinò che nessuna delle armi aveva sparato di recente.
La causa dell'incidente non fu mai determinata con certezza, dato che il registratore di volo non era in funzione al momento dell'impatto. L'ipotesi più accreditata fu di un errore dei piloti; secondo le ricostruzioni degli inquirenti era plausibile che essi non fossero a conoscenza dell'altitudine effettiva del loro aereo durante l'avvicinamento finale, pilotando il velivolo al di sotto della quota minima di sicurezza quando non avevano ancora stabilito il contatto visivo con il suolo. Anche la fatica potrebbe essere stata un fattore che contribuì al disastro.